# Toropuku
Toropuku – rodzaj jaszczurek z rodziny Diplodactylidae.

## Zasięg występowania
Rodzaj obejmuje gatunki występujące endemicznie w Nowej Zelandii (Cieśnina Cooka i Wyspa Północna). 

## Systematyka
Rodzaj zdefiniował w 2011 roku amerykańsko-nowozelandzki zespół herpetologów (Amerykanie Stuart V. Nielsen, Aaron Matthew Bauer i Todd R. Jackman oraz Nowozelandczycy Rodney Arthur Hitchmough i Charles H. Daugherty) w artykule poświęconym nowozelandzkim gekonom opublikowanym w czasopiśmie Molecular Phylogenetics and Evolution. Gatunkiem typowym jest (oryginalne oznaczenie) Toropuku stephensi.

### Etymologia
Toropuku: maor. Toropuku ‘ukryty, niewidzialny’.

### Podział systematyczny
Do rodzaju należą następujące gatunki: 
- Toropuku inexpectatus Hitchmough, Nielsen & Bauer, 2020
- Toropuku stephensi (Robb, 1980)